# 保康站
保康站，位于中华人民共和国内蒙古自治区通辽市科尔沁左翼中旗保康镇，是平齐铁路上的火车站，建于1923年，由沈阳铁路局通辽车务段管辖。

## 車站周邊
- 科尔沁左翼中旗就业管理局
- 科尔沁左翼中旗物价局
- 科尔沁左翼中旗盐务管理局
- 保康镇中心小学
- 中国联通科尔沁大街营业厅
- 孝庄文广场
- 保康客运站
- 中国邮政储蓄银行文明路支行
- 保康第一中学
- 盛隆酒店保康店
- 嘎达梅林纪念碑
- 中国农业银行科尔沁左翼中旗支行
- 科尔沁左翼中旗人民政府

## 歷史
- 始建于1922年，1924年开始营业[6]。
- 1936年由衙门台站更名为保康站。

## 业务办理
- 客运办理旅客乘降，行李，包裹托运业务。
- 货运办理整车货物，零担到发，以及办理整车货物承运前保管。

## 外部連結
- 中国铁路客户服务中心（页面存档备份，存于）